# Pendón de la Conquista

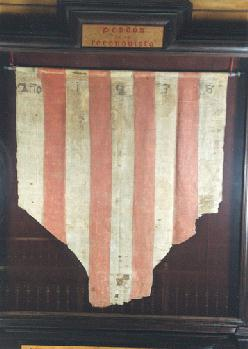
Fotografía del pendón de la Conquista, conservado en el Archivo Histórico Municipal de Valencia.

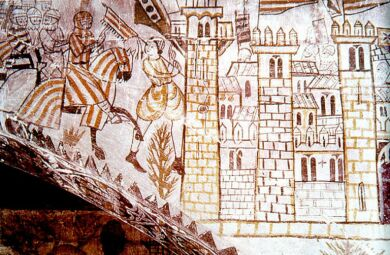
Pintura mural en el castillo de Alcañiz que representa la entrada de Jaime I en Valencia en 1238, donde se pueden ver los pendones sobre las murallas de la ciudad.

El pendón de la Conquista (en valenciano: penó de la Conquesta) es una bandera que, según la tradición, los andalusíes de Valencia izaron el 28 de septiembre de 1238 para indicar su rendición a las tropas feudales del rey Jaime I, sobre la torre de Alī-Bufāt, después llamada del Temple, junto a la puerta de Bāb Ibn Sajar, en la muralla árabe de Valencia. El hecho es conocido por la mención que el rey hace en su Crónica: Estábamos en la rambla, entre los jardines y la torre; y cuando vimos nuestra bandera en la torre, desmontamos de nuestro caballo, y dirigiéndonos hacia el este, lloramos desde nuestros ojos y besamos la tierra por la gran misericordia que Dios nos había dado.
Está hecho de tres tiras cosidas de trapo tosco, de color blanco, que han sido recortadas de forma rápida en forma de bocel, sobre el que se han pintado cuatro barras rojas. Actualmente las franjas blancas están amarillentas por el paso del tiempo. Mide 2 metros de largo, sospechándose que inicialmente sería aún más largo y ha sido recortado, y arriba del todo figura una inscripción de época indeterminada donde dice Año 1238, repartida entre las diferentes franjas amarillentas. Este pendón fue considerado una reliquia y Jaime I ordenó que se conservara en la iglesia del hospital de San Vicente, antiguo lugar de culto cristiano dedicado al patrón de la ciudad, donde quedó hasta el siglo XIX. 
Existe la teoría de que el Penó es en realidad la bandera que Jaime I dio a la ciudad de Valencia, pero parece una hipótesis poco real, debido al color blanco original de la tela y al hecho de que no está documentado que este rey diese ninguna bandera propia a la ciudad. 
Así y todo, aún en la década de 1990, incluso pasada la Batalla de Valencia por los símbolos, una concejal de Unión Valenciana María Dolores García Broch, teniente de alcalde y responsable de Educación y Acción cultural, del Ayuntamiento de Valencia, y vicepresidenta del citado partido, propuso realizar pruebas de Carbono 14 y Pruebas del polen, para demostrar su supuesta falsedad histórica; pero los equilibrios políticos del Ayuntamiento lo impidieron, lo que llevó a la concejala a dimitir.

## Primeras referencias documentadas
Fue el cronista Pere Antoni Beuter, encargado de hacer el tradicional "Sermón de la Conquista" durante el segundo centenario de esta (1538), quien en su “Primera part de la Història de València” escribió que el pendón que se conservaba en la cúpula de la iglesia de San Vicente era el mismo pendón izado por los musulmanes en la conquista de Valencia. Cien años después, para el tercer centenario, está documentado que el Justicia Criminal bajó el Penó de la cúpula de la iglesia y corroboró que era verdadero, seguramente basándose en su aspecto viejo. Es muy probable, pese a que no está corroborado, que fuera en este momento cuando se añadió la inscripción del año, si bien tal vez fuera en el siglo XIX. 
Con la desamortización de los bienes de la Iglesia, en el siglo XIX, el Penó pasó a guardarse en la Casa de la Ciudad junto a la Señera de Valencia. El 8 de octubre de 1838, para el sexto centenario de la Conquista, fue exhibido en la Torre del Temple con la Señera Coronada y el resto de las reliquias atribuidas a Jaime I, en el lugar donde 600 años antes fuera izado por los andalusíes. En 1855 se trasladó junto al resto del Ayuntamiento desde la Casa de la Ciudad a la Casa de la Enseñanza, el actual Ayuntamiento de Valencia. 
En la llamada Procesión Cívica de 1939, durante la celebración franquista del séptimo centenario de la conquista, el Penó salió en sustitución de la Señera Coronada, que en aquel momento era considerada un símbolo republicano, mientras que el Penó era interpretado como un símbolo monárquico de la Casa real de Aragón. En 1952 viajó a Tarragona, llevado por el Ayuntamiento, para el regreso de los restos de los reyes de la Corona de Aragón al monasterio de Poblet, donde cubrió en todo momento el ataúd de Jaime I. 
Por su mal estado de conservación, no se mueve actualmente de su vitrina en el Archivo Histórico Municipal, en el Ayuntamiento de Valencia.